# Veitvet Station
Veitvet Station (Veitvet stasjon) er en metrostation på Grorudbanen på T-banen i Oslo. Stationen ligger i bydelen i bydelen Bjerke mellem Linderud og Rødtvet Stationer på en ca. 5 km lang del af banen mellem Økern og Kalbakken, hvor den går over jorden.
Veitvetveien krydser under stationen, der har en kiosk indbygget i soklen. Veitvet senter ligger lige ved stationen, mens Veitvet skole ligger mod syd i gåafstand.
I tilknytning til stationen er der anlagt et opstillingsspor, der kan bruges til henstilling af et tog på op til seks vogne og til vending af tog i begge retninger.